# 그레이트 론

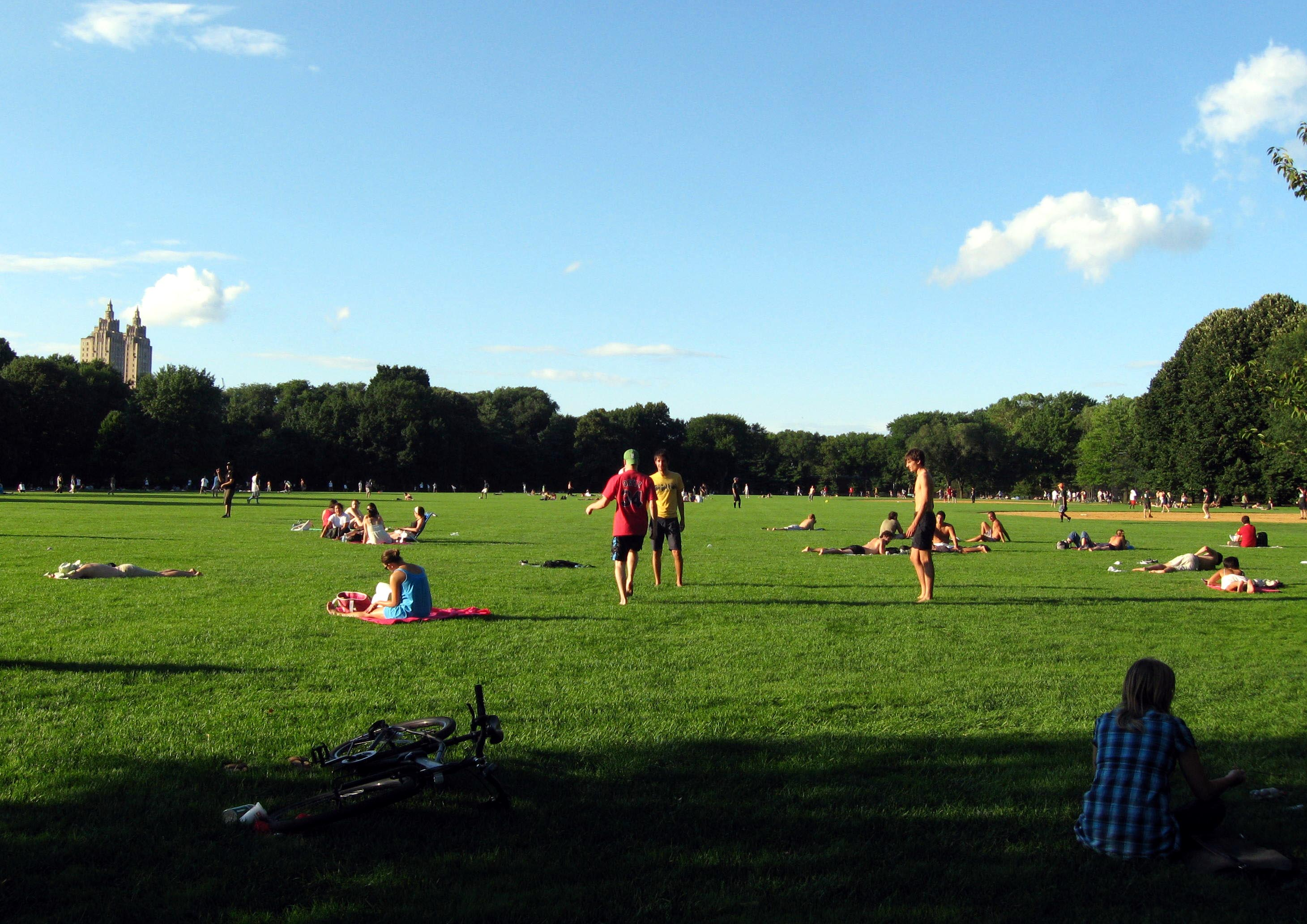
그레이트 론

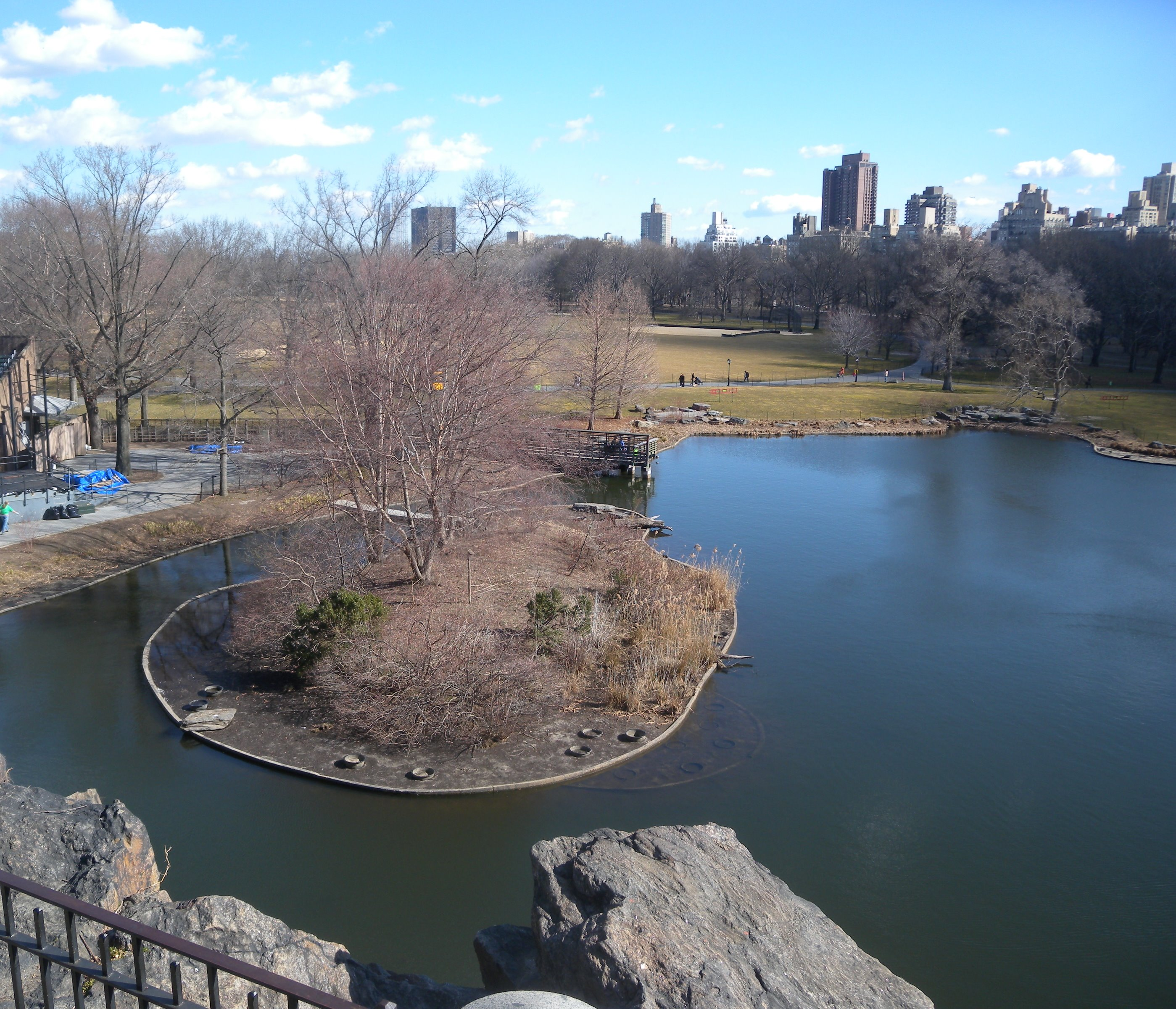
터틀 폰드

그레이트 론(Great Lawn)은 뉴욕 센트럴 파크에 위치한 드넓은 잔디밭이다. 터틀 폰드(Turtle Pond)라 불리는 연못도 있으며, 이 곳에는 매년 메트로폴리탄 오페라를 비롯한 여러 공연이 열린다.